# Âm nhạc Do Thái

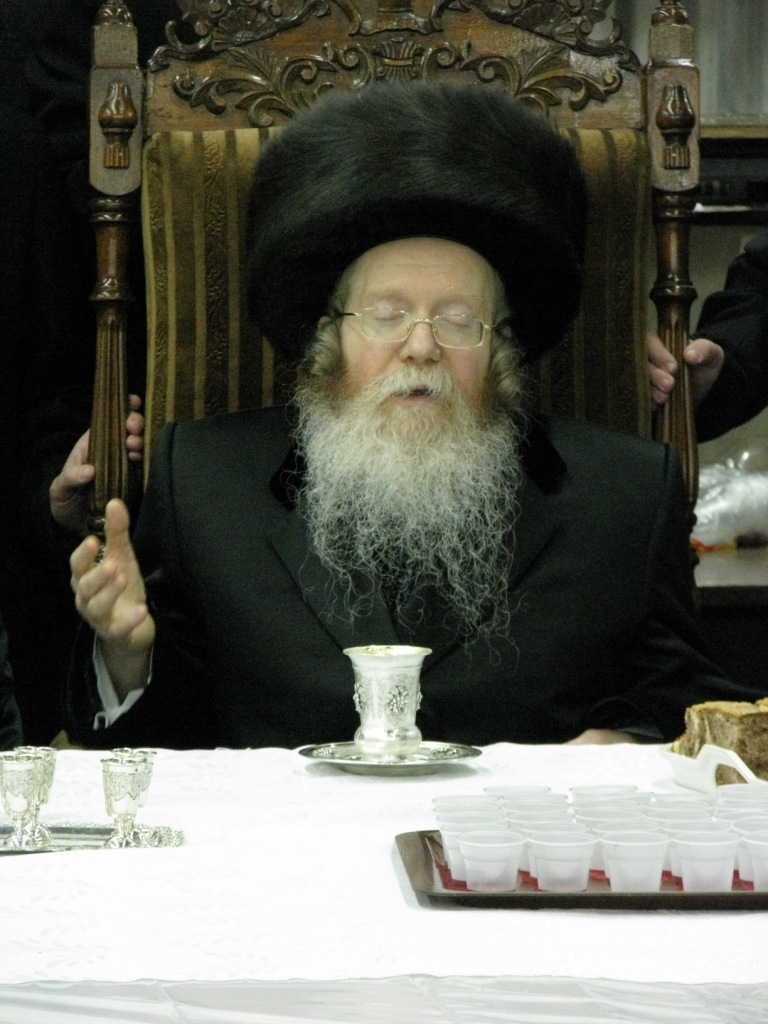
Âm nhạc Do thái được sử dụng trong các nghi lễ Do Thái Giáo của người Do Thái - Một bô lão Do Thái trong thánh lễ Do Thái.

Âm nhạc Do Thái là âm nhạc của người Do Thái bao gồm những bài hát và giai điệu dân ca Do Thái. Âm nhạc Do Thái xuất hiện trong cả hai truyền thống Do Thái qua những bài hát sử dụng trong nhà thờ và những câu thơ đọc kinh cầu nguyện của dân Do Thái, và trong âm nhạc thế tục như là nhạc Klezmer. Trong khi một số yếu tố của âm nhạc Do Thái có thể bắt nguồn từ thời kỳ Kinh thánh, sự khác biệt về nhịp điệu và âm thanh có thể nghe thấy trong các cộng đồng người Do Thái sau này đã bị ảnh hưởng bởi âm nhạc địa phương. Vào thế kỷ XIX, cải cách tôn giáo đã dẫn tới việc hình thành nên âm nhạc giáo hội theo phong cách âm nhạc cổ điển. Cùng thời điểm đó, các nhà khoa học bắt đầu xem chủ đề này bằng ánh sáng của môn dân tộc học. Edward Seroussi đã viết, "Cái được gọi là 'nhạc Do Thái' ngày nay là kết quả của quá trình lịch sử phức tạp". Một số nhạc sĩ Do Thái hiện đại đã nhận thức và chịu ảnh hưởng của các truyền thống khác nhau tác động đến âm nhạc người Do Thái.

## Âm nhạc Do thái giáo

### Âm nhạc Do thái giáo thời Thánh Kinh

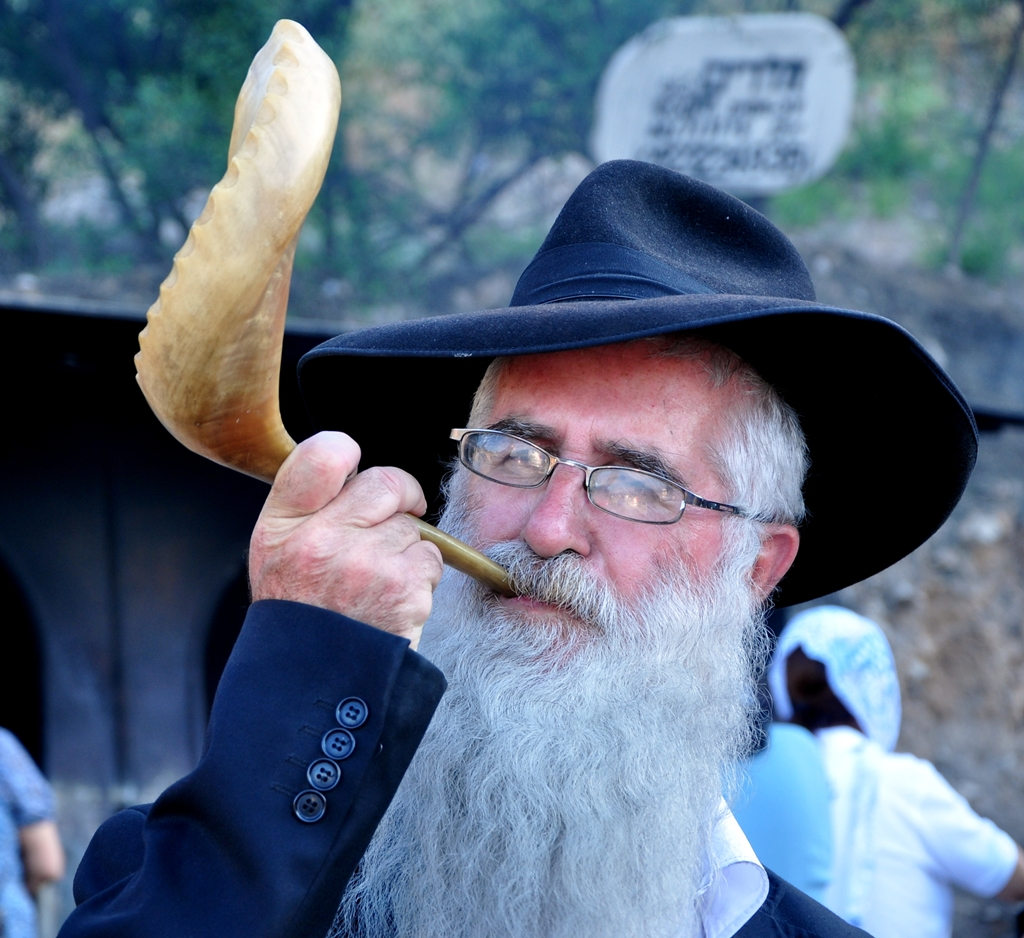
Tù và từ sừng cừu của người Do Thái.

Lịch sử âm nhạc Do Thái giáo kéo dài sự tiến triển của giai điệu thánh lễ, nhà thờ và đền thờ từ thời Thánh kinh.
Nhạc nhà thờ sớm nhất mà chúng ta ghi chép dựa vào hệ thống được sử dụng trong Đền thờ ở Jerusalem. Mishnah đưa ra một số dữ kiện về nhạc Đền Thờ. Theo Mishnah, dàn nhạc Đền Thờ thường bao gồm mười hai nhạc cụ, và một dàn hợp xướng của mười hai ca sĩ nam. Các nhạc cụ bao gồm đàn lia, hạc cầm, tù và, kèn trumpet và ba loại ống, chalil, alamoth và uggav. Dàn nhạc đền thánh cũng bao gồm cymbal (tziltzal) làm bằng đồng. Talmud cũng đề cập đến việc sử dụng phong cầm trong đền thờ và nói rằng Đại thủy cầm (water organ) đã không được sử dụng trong Đền thánh vì âm thanh của nó tạo ra nhiều sự mất tập trung. Không có ví dụ về âm nhạc được chơi tại đền thờ mà còn tồn tại.
Sau khi ngôi đền bị phá hủy vào năm 70 của Công Nguyên và sự lưu vong của người Do Thái sang Babylon và Ba Tư, các phiên bản tiếng hát công cộng của đền thờ vẫn được tiếp tục trong các tổ chức mới của giáo đường Do Thái. Ba hình thái âm nhạc đã được các học giả của thời kỳ này xác định, liên quan đến các phương thức câu ca đối đáp khác nhau giữa ca đoàn và giáo dân: ca xướng viên hát nửa câu trong một thời gian, với sự cộng tác của giáo dân; các ca xướng viên hát một nửa câu, với các giáo dân lặp đi lặp lại chính xác những gì ca xướng viên đã hát; và các ca xướng viên và cộng đoàn hát các bài thơ khác nhau. Tất cả những hình thái này có thể nghe thấy trong các phần lễ của nhà thờ hiện đại.

### Phương thức cầu nguyện của người Do Thái
Âm nhạc phụng vụ của người Do Thái được đặc trưng bởi một tập hợp các phương thức âm nhạc. Các phương thức này tạo nên âm nhạc nusach, phục vụ cho cả hai bao gồm những kiểu cầu nguyện khác nhau, cũng như liên kết những lời cầu nguyện đó vào thời điểm trong năm, hoặc thậm chí cả thời gian trong ngày đã được sắp đặt. Có ba phương thức chính, cũng như một số phương thức kết hợp với nhau. Ba phương thức chính được gọi là Ahavah Rabbah, Magein Avot và Adonai Malach. Theo truyền thống, người hát trong nhà thờ (chazzan) hát những bài cầu nguyện trong một phương thức được chỉ định, đồng thời theo một cấu trúc tổng quát về cách thức mỗi lời cầu nguyện nên nghe. Không có dạng ký hiệu âm thanh chuẩn nào được người Do Thái sử dụng, và các phương thức này và các giai điệu của nhà thờ Do thái bắt nguồn từ chúng được truyền trực tiếp, điển hình là từ chazzan đến người học việc của mình. Kể từ cuối thế kỷ XVIII, nhiều bài hát này đã được viết ra và được chuẩn hóa, nhưng thực hành về ứng khẩu vẫn tồn tại cho đến ngày nay.

### Âm nhạc truyền thống tôn giáo
Các nhà thờ theo nghi lễ Do thái truyền thống không sử dụng nhạc cụ như một phần của dịch vụ nhà hội. Do đó âm nhạc nhà thờ truyền thống là âm thanh thuần túy. Vai trò chính của giai điệu trong dịch vụ là vai trò của hazzan (người hát trong nhà thờ). Những đối ca của giáo đoàn thường đơn điệu - sự ra đời của một ca đoàn trong sự hòa hợp phần lớn là sự đổi mới của thế kỷ XIX. Tuy nhiên, trong thời trung cổ giữa những người Do Thái Ashkenazi đã phát triển truyền thống của hazzan đi kèm với một số bài cầu nguyện bằng một giọng trầm (tiếng Yiddish là một ca sĩ) và một người ngâm ca dài (theo tiếng Yiddish). Sự kết hợp này được biết đến bằng tiếng Yiddish là keleichomos.
Có rất nhiều dạng bài hát được sử dụng trong các buổi lễ và nghi thức tôn giáo Do Thái. Sau đây là những ví dụ đáng chú ý.
Với piyyutim (các bài học về phụng vụ - số ít: piyut), kể từ thiên niên kỷ thứ nhất sau khi phá hủy đền thờ, một dòng nhạc synagogal của người Do Thái bắt đầu kết tinh thành dạng xác định. Hazzan đã hát bài piyyutim cho giai điệu hoặc được lựa chọn bởi chính họ hoặc được rút ra từ truyền thống. Piyyutim đã được viết từ thời Mishnaic. Hầu hết các piyyutim đều có trong tiếng Hebrew hoặc tiếng Aramaic, và hầu hết đều theo một số chương trình thơ văn, chẳng hạn như một chữ viết theo thứ tự bảng chữ cái tiếng Hebrew hoặc viết tên tác giả. Một piyyut nổi tiếng là Adon Olam ("Master of the World"), đôi khi được gán cho Solomon ibn Gabirol vào thế kỷ XI ở Tây Ban Nha.
Pizmonim là những bài hát và giai điệu Do Thái truyền thống ca ngợi Thiên Chúa và mô tả một số khía cạnh của giáo lý tôn giáo truyền thống Do Thái. Pizmonim theo truyền thống có liên hệ với người Do Thái ở vùng Trung Đông, mặc dù có liên quan đến zemirot của người Do Thái Ashkenazi (xem bên dưới). Một truyền thống có liên quan đến người Do Thái dòng dõi Aleppo, mặc dù các truyền thống tương tự tồn tại giữa người Do Thái Iraq (nơi các bài hát được gọi là shba ִ hoth, ca ngợi) và ở các quốc gia Bắc Phi. Người Do Thái gốc Hy Lạp, Thổ Nhĩ Kỳ và Balkan có những bài hát cùng loại ở Ladino, liên quan đến các lễ hội: được gọi là Coplas. Một số giai điệu khá cũ, trong khi những bài khác có thể dựa trên nền nhạc phổ biến ở Trung Đông, với những từ được sáng tác đặc biệt để phù hợp với giai điệu.
Zemirot là những bài thánh ca, thường được hát bằng tiếng Hebrew hoặc tiếng Aramaic, nhưng đôi khi cũng bằng tiếng Yiddish hoặc Ladino. Những lời nhạc của nhiều bài thành ca zemirot được lấy từ các bài thơ được viết bởi các rabbis và các nhà hiền triết Do Thái trong thời Trung Cổ. Những cái khác là những bài hát dân gian vô danh.
Baqashot là một tập hợp các lời cầu khẩn, bài hát và lời cầu nguyện đã được cộng đồng Do Thái Sephardic Aleppian và các giáo đoàn khác hát lại từ hàng thế kỷ trước mỗi Ngày Sa-bát từ nửa đêm cho đến khi bình minh. Phong tục hát baqashot có nguồn gốc từ Tây Ban Nha cho đến thời điểm trục xuất, nhưng đã gia tăng sức mạnh trong cộng đồng Kabbalistic ở Safed trong thế kỷ XVI, và được lan truyền từ Safed bởi các tín đồ của Isaac Luria (thế kỷ XVI). Baqashot tiếp cận các quốc gia quanh Địa Trung Hải và thậm chí trở thành quen thuộc trong một thời gian ở các cộng đồng Sephardic ở Tây Âu, như Amsterdam và Luân Đôn.
Nigun (pl. Nigumim) đề cập đến các bài hát và giai điệu tôn giáo được hát bởi các cá nhân hoặc các nhóm; chúng liên kết với phong trào Hassidic. Nigunim nói chung là nhạc dân gian Do Thái không lời.

### Âm nhạc nhà thờ thế kỷ thứ XIX
Những thay đổi trong các cộng đồng người Do Thái Châu Âu, bao gồm việc tăng cường sự phát triển về chính trị và một số yếu tố trong cải cách tôn giáo, có ảnh hưởng đến âm nhạc nhà thờ của người Do thái. Đến cuối thế kỷ thứ mười tám, âm nhạc trong các nhà truyền giáo ở châu Âu bị chìm nghỉm xuống mức thấp. Charles Burney thăm đền thờ Ashkenazi ở Amsterdam vào năm 1772, đã viết:

Tại lối vào đầu tiên của tôi, một trong những linh mục [nghĩa là hazzan] đã tụng kinh một phần của thánh lễ trong một loại tiếng cổ truyền cổ kính, và các câu ca đối đáp đã được thực hiện bởi các giáo đoàn, theo cách thức giống như tiếng kêu của ong. Sau khi ba trong số những ca sĩ ngọt ngào của Israel [...] bắt đầu hát một giai điệu vui nhộn hiện đại, đôi khi cùng lúc, và đôi khi trong các phần, sang một loại tol de rol, thay vì là những lời nói với tôi, dường như rất duyên dáng... Vào cuối mỗi căng thẳng, toàn thể đoàn tụ thiết lập một loại tiếng kêu như một đám chó săn phát hiện một con cáo đang ngụy trang... Tôi không thể tưởng tượng ý tưởng mà người Do Thái sáp nhập vào tiếng kêu la này.
Ở Anh Quốc, ca hát của chazan Myer Lyon đã truyền cảm hứng cho vị giám mục Thomas Olivers vào năm 1770 để thích ứng giai điệu của thánh ca Yigdal cho một bài thánh ca Kitô giáo, Khen ngợi Thiên Chúa của Abraham. Nhiều giai điệu giáo hội đã được sử dụng bởi Isaac Nathan trong những năm 1815 của ông về Hebrew Melodies của Lord Byron, và sự phổ biến của tác phẩm này đã thu hút sự chú ý của người ngoại quốc lần đầu tiên nghe nhạc này (mặc dù thực tế nhiều giai điệu của Nathan không phải là gốc Do Thái, nhưng contrafacta thích nghi với giai điệu dân ca châu Âu).
Franz Schubert khoảng năm 1828 thực hiện hợp xướng bài Thi ca 92 trong tiếng Do Thái cho chazan Salomon Sulzer của Vienna. Các giáo đoàn Đức đã uỷ nhiệm các tác phẩm của các nhà soạn nhạc dân ngoại khác, bao gồm Albert Methfessel (de) (1785-1869).
Vào cuối thế kỷ này, khi các nhà thờ bắt đầu sử dụng các hợp xướng ca hát theo sự hòa âm phương Tây, một số hazzanim, người đã được đào tạo chính thức về âm nhạc phương Tây, bắt đầu soạn các tác phẩm cho nhà thờ hội thánh, nhiều trong số đó vẫn còn được sử dụng ngày nay trong các giáo đoàn quốc gia của họ. Bao gồm Sulzer ở Vienna, Samuel Naumbourg ở Paris, Louis Lewandowski ở Berlin, và Julius Mombach ở Luân Đôn .

## Âm nhạc Do thái Thế tục
Âm nhạc Do thái thế tục và điệu múa đã chịu ảnh hưởng bởi những truyền thống của các dân tộc dân ngoại và các nguồn gốc Do Thái được bảo tồn theo thời gian.

### Nhạc Do Thái Klezmer

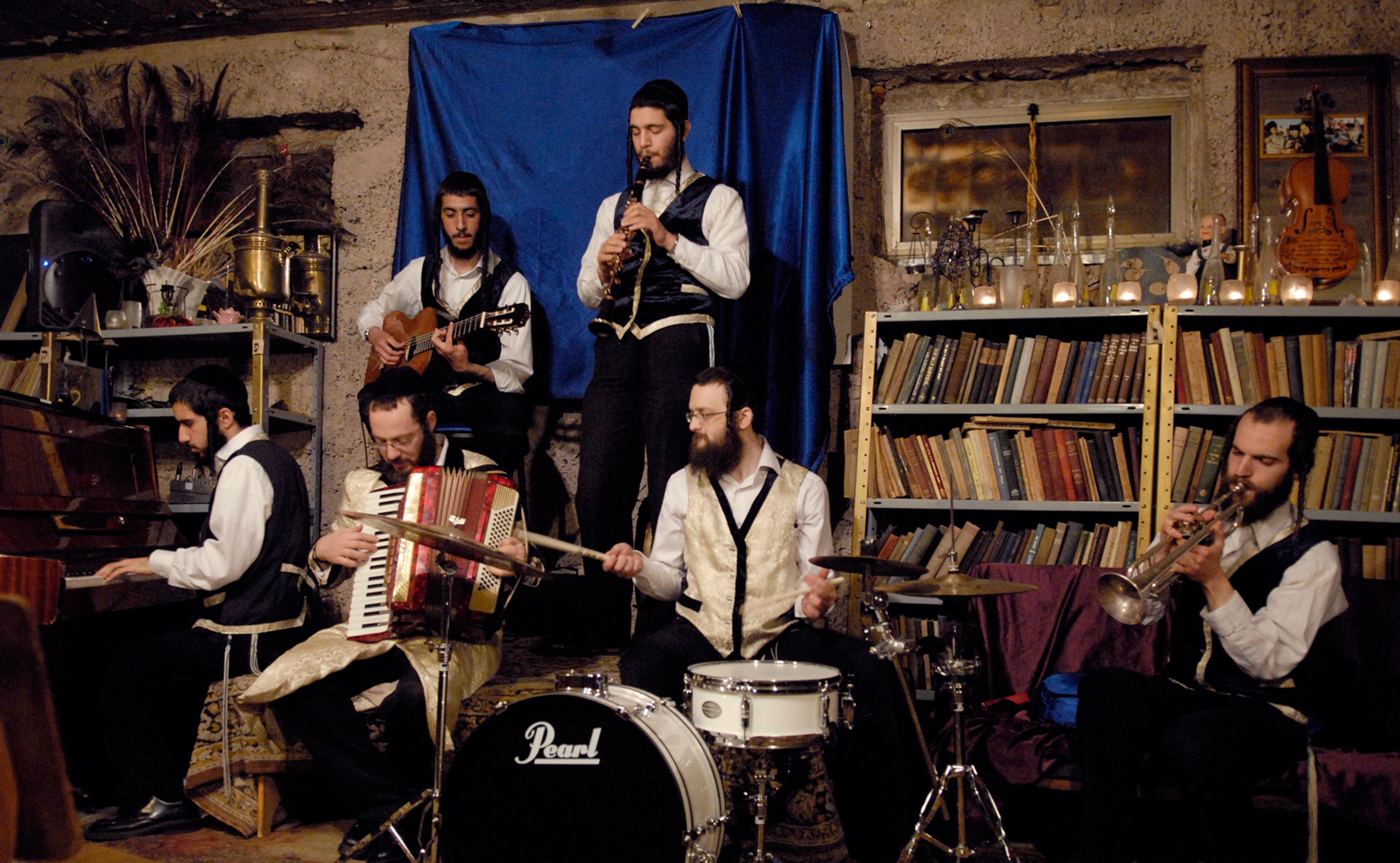
Ban nhạc Jerusalem Klezmer Association gồm các nhạc sĩ người Do Thái chơi nhạc Klezmer.

Khoảng thế kỷ XV, một truyền thống âm nhạc người Do thái thế tục không sự dụng trong phụng vụ được phát triển bởi các nhạc sĩ được gọi là "kleyzmorim" hay "kleyzmerim" của những người Do Thái Châu Âu. Tiết mục chủ yếu là các bài hát khiêu vũ cho đám cưới và các lễ kỷ niệm khác. Ngôn ngữ được sử dụng thường là tiếng Yiddish.

### Nhạc Sephardic/Ladino
Âm nhạc Sephardic được sinh ra ở Tây Ban Nha thời trung cổ, với các âm thanh được trình diễn tại các tòa án hoàng gia. Kể từ đó, nó đã thu hút được ảnh hưởng từ khắp Tây Ban Nha, Ma-rốc, Argentina, Thổ Nhĩ Kỳ, Hy Lạp và các giai điệu phổ biến khác nhau từ Tây Ban Nha và xa hơn ở nước ngoài. Có ba loại bài hát Sephardic - bài hát chủ đề và giải trí, các bài hát lãng mạn và các bài hát tinh thần hoặc nghi lễ. Lời bài hát có thể bằng nhiều thứ tiếng, bao gồm tiếng Do Thái cho các bài hát tôn giáo, và Ladino.
Những truyền thống bài hát này lan truyền từ Tây Ban Nha sang Ma-rốc (truyền thống phương Tây) và một số phần của Đế chế Ottoman (Truyền thống phương Đông) bao gồm Hy Lạp, Jerusalem, Balkans và Ai Cập. Âm nhạc Sephardic thích nghi với từng người dân địa phương, đồng hóa với những tiếng lách cách cao của Bắc Phi; Nhịp điệu Balkan, ví dụ trong 9/8 thời gian; và phương thức maqam của Thổ Nhĩ Kỳ.

## Âm nhạc Do thái nghệ thuật

### Các nhà soạn nhạc cổ điển lãng mạn và thế kỷ XX
Salamone Rossi (1570 - 1630) của Mantua đã sáng tác một loạt các thiết lập hợp xướng mang tên "The Songs of Solomon", dựa trên các bản văn Kinh thánh và phụng vụ Do Thái.
Hầu hết các nhạc sĩ có nguồn gốc Do Thái vào thế kỷ XIX đều sáng tác nhạc không thể coi là Do Thái theo bất kỳ ý nghĩa nào. Theo những lời của Peter Gradenwitz, từ thời kỳ này trở đi, vấn đề "không còn là câu chuyện về âm nhạc của người Do Thái, mà là câu chuyện âm nhạc của các bậc thầy Do Thái". Jacques Offenbach (1819-1880), nhà soạn nhạc hàng đầu về operetta vào thế kỷ XIX, là con của một người phát ngôn, và lớn lên trong âm nhạc Do Thái truyền thống. Tuy nhiên, không có gì về âm nhạc của ông có thể được mô tả theo phong cách người Do Thái, và ông không xem xét công việc của mình để được như người Do Thái. Felix Mendelssohn, cháu nội của triết gia Do Thái Moses Mendelssohn, tiếp tục thừa nhận nguồn gốc Do Thái của ông, mặc dù ông đã được rửa tội như là một Cơ đốc nhân cải cách ở tuổi lên bảy. Thỉnh thoảng ông lấy cảm hứng từ nguồn đức tin Kitô giáo, nhưng không có gì đặc trưng của Do Thái trong bất kỳ âm nhạc của ông.

## Các nhà soạn nhạc dân ngoại sử dụng âm nhạc Do Thái
Một số nhà soạn nhạc dân ngoại đã chuyển thể âm nhạc Do Thái sang các sáng tác của họ. Bao gồm:
- Maurice Ravel đã viết Mélodies hébraïques cho vĩ cầm và dương cầm.
- Max Bruch, một tín đồ Tin Lành người Đức, (nhưng là đệ tử chân truyền của nhà soạn nhạc người Đức người Do Thái Ferdinand Hiller) sắp xếp, Kol Nidrei, của kinh cầu nguyện Do Thái Yom Kippur Kol Nidre cho hồ cầm và orchestra.[20]
- Sergei Prokofiev đã viết Overture on Hebrew Themes, sắp xếp các bài nhạc dân giang Do Thái truyền thống cho người thổi kèn, chuỗi tứ tấu, và dương cầm.
- Dmitri Shostakovich kết hợp các yếu tố của âm nhạc Do Thái trong một số tác phẩm của ông. Đáng lưu ý nhất là chu kỳ bài hát From Jewish Folk Poetry, và 13th symphony, tựa đề là Babi Yar.

## Tiểu sử danh nhân
- Burney, Charles, ed. Percy A. Scholes (1959). An Eighteenth Century Musical Tour in Central Europe and the Netherlands. " vols. Luân Đôn: Oxford University Press.
- Conway, David (2012). Jewry in Music: Entry to the Profession from the Enlightenment to Richard Wagner. Cambridge: Cambridge University Press. ISBN 978-1-107-01538-8
- Gradenwitz, Peter (1996). The Music of Israel from the Biblical Era to Modern Times. 2nd. edition. Portland: Amadeus Press.
- Idelsohn, A. Z., Thesaurus of Hebrew Oriental song (10 vols.)
- Idelsohn, A. Z., int. A. Orenstein (1992). Jewish Music: Its Historical Development. New York: Dover.
- Seroussi, Edwin et al. (n.d.), "Jewish Music" in Oxford Music Online (yêu cầu đăng ký)
- Walden, Joshua S. (2015). The Cambridge Companion to Jewish Music. Cambridge and New York: Cambridge University Press.

## Đọc xa hơn
- Rabinovitch, Israel, Of Jewish Music, Ancient and Modern, trans. from the Yiddish by A. M. Klein